# Річард Бассетт
Річард Бассетт (англ. Richard Bassett; 17 квітня 1745, Сесіл — там же) — американський політик і адвокат, ветеран війни за незалежність. Депутат Законодавчої ради (1776—1780, 1782—1785) і Палати представників Делавера (1781—1782, 1786—1787). Один з членів Делаверських конституційних конвенцій 1776 і 1792 років. Делегат Філадефійського конвенту 1787 року. Один з підписантів Конституції. Підтримував Коннектикутський компроміс. З 1789 до 1793 роки сенатор 2-го класу від штату Делавер, з 1793 до 1799 роки — голова Верховного суду зі загальних питань. Член Антиадміністративної та Федералістської партій. Обраний сенатом 13-м губернатором штату Делавер (9 січня 1799 — 3 березня 1801). У 1801—1802 роках призначений суддею окружного суду США 3-го округу. З 1802 року покинув політичну діяльність і став плантатором у окрузі Сесіль. Був у шлюбі двічі: Енн Енналс (1794—1796) і Бруфф (з 1796). Мав чотирьох дітей.